# موصل (فیلم مستند ۲۰۱۹)
موصِل یک فیلم مستند جنگی محصول سال ۲۰۱۹ است که در مورد نبرد برای بازپس‌گیری شهر موصل عراق از داعش از سال ۲۰۱۶ تا ۲۰۱۷ می‌باشد.
در سال ۲۰۱۴، داعش با مخالفت اندکی موصل را تصرف کرد. بیش از دو سال بعد است. نیروهای ناهمگون برای مقابله با داعش علیرغم درگیری‌های فرقه‌ای به یکدیگر می‌پیوندند. روزنامه‌نگار عراقی علی مولا در کنار یک شبه نظامی قرار دارد. او با ناصر عیسی، سرباز جذب شده داعش، ام حنادی (تنها فرمانده زن یک شبه نظامی)، کاپیتان علا عطا و شیخ سنی «تمساح» صالح مصاحبه می‌کند. این یک مستند است. خوبه. چند سر صحبت وجود دارد. آنها بازیکنان جالبی در درگیری هستند. در نهایت من بیشتر به دعوا علاقه دارم. بخش کوچکی در پایان با برخی اقدامات جنگی وجود دارد. این برشی از وقایع حماسی در عراق است. این همه چیز نیست. این یک قطعه همراه است.

## اکران
اولین نمایش موصل در جشنواره بین‌المللی فیلم کلیولند ۲۰۱۹ بود. توزیع رسمی دیجیتال این فیلم توسط شرکت گرویتی ونتوراس در تاریخ ۱۴ می ۲۰۱۹ بود این مستند ۸۶ دقیقه است.